# Odontioda
× Odontioda (abreviado Oda) es un híbrido intergenérico entre los géneros de orquídeas Cochlioda × Odontoglossum. Fue publicado en Gard. Chron., ser. 3, 35: 360 (1904).